# Udo Quellmalz
Udo Quellmalz, né le 8 mars 1967 à Leipzig, est un ancien judoka allemand évoluant dans la catégorie des moins de 65 kg (poids mi-légers). Révélé sous les couleurs de la RDA, c'est en représentant l'Allemagne unifiée que Quelle, comme il est alors surnommé, remporte deux médailles olympiques (dont l'or en 1992) ainsi que deux titres de champion du monde.

## Biographie
Le judoka se met en évidence dans les catégories juniors en devenant champion d'Europe juniors en 1984. Après une période d'adaptation marquée par un nouveau podium européen en juniors et quelques places d'honneurs dans des tournois réputés (Potsdam ou Tbilissi), Quellmalz, alors est-allemand, décroche son premier podium dans une compétition internationale senior en 1988. Aux championnats d'Europe, le judoka décroche la médaille de bronze alors qu'il est âgé de vingt-et-un ans. L'année suivante, c'est au niveau mondial qu'il brille en devenant vice-champion du monde à Belgrade. En finale, il est battu par un judoka évoluant à domicile, le Yougoslave Dragomir Becanovic. En 1990, il devient vice-champion d'Europe seulement battu en finale par le Français Bruno Carabetta. Le judoka est-allemand, désormais habitué des podiums internationaux, obtient son premier titre de champion du monde en 1991 à Barcelone. Lors de la compétition, il conclut son parcours sans-faute par une victoire en finale contre le Nippon Masahiko Okuma. C'est dans cette même ville espagnole que le judoka, désormais allemand, monte sur la troisième marche du podium olympique en 1992. Médaillé aux championnats d'Europe puis aux championnats du monde en 1993, il obtient une seconde couronne mondiale en 1995 à Chiba. Au Japon, Udo Quellmalz réalise la performance de battre en finale le judoka local, Yukimasa Nakamura. Auréolé de ce second sacre mondial, il fait figure de favori pour le titre olympique à décerner en 1996 à Atlanta. L'Allemand y réalise un parcours parfait jusqu'à battre de nouveau en finale le Japonais Nakamura.
Le champion olympique se retire des tatamis en 1998 avant de prendre les rênes de la Direction technique de la fédération britannique de judo.

## Palmarès

### Jeux olympiques
- Jeux olympiques de 1992 à Barcelone (Espagne) :
  -  Médaille de bronze dans la catégorie des moins de 65 kg (poids mi-légers).
- Jeux olympiques de 1996 à Atlanta (États-Unis) :
  -  Médaille d'or dans la catégorie des moins de 65 kg (poids mi-légers).

### Championnats du monde
| Catégorie / Année | 1989 Belgrade | 1991 Barcelone | 1993 Hamilton | 1995 Chiba |
| ----------------- | ------------- | -------------- | ------------- | ---------- |
| moins de 65 kg    | Argent        | Or             | Bronze        | Or         |

### Championnats d'Europe
| Catégorie / Année                | 1988 | 1990 | 1993 |
| -------------------------------- | ---- | ---- | ---- |
| moins de 65 kg (poids mi-légers) | 3e   | 2e   | 3e   |

### Divers

#### Juniors
- Champion d'Europe juniors en 1984 à Cadix (Espagne).
- Médaillé de bronze aux championnats d'Europe juniors en 1986 à Leonding (Autriche).

#### Tournois
- 1 : podium en 1992 au Tournoi de Paris (France).